# Orsip
Orsip (en grec antic: Ὄρσιππος) va ser un corredor de l'antiga Grècia natural de Mègara que es va fer famós per ser el primer de córrer nu la carrera pedestre en els Jocs Olímpics i el primer de tots els grecs a ser coronat vencedor nu.
Orsip va guanyar la correguda de l'estàdion, equivalent a una longitud d'uns 180 m, dels 15ns Jocs Olímpics, l'any 720 aC. L'anècdota diu que el fet de córrer nu va ser espontani, bé esdevengut de manera accidental durant la carrera, bé perquè ell mateix se la va llevar en el transcurs de la correguda per així fer més via. Davant la victòria, a partir de llavors tots els corredors l'imitaren.
Altres versions sostenen, en canvi, que va ser Acant el que va introduir per primera vegada la nuesa atlètica a Grècia.